# دان کمبل
دان کمبل (انگلیسی: Don Campbell؛ ‏تلفظ نام‌خانوادگی: ‎/ˈkæmbəl/‎) بازیکن فوتبال اهل بریتانیا بود.
از باشگاه‌هایی که در آن بازی کرده‌است می‌توان به باشگاه فوتبال لیورپول، باشگاه فوتبال کرو آلکساندرا، باشگاه فوتبال گیلینگام، و باشگاه فوتبال کانتربوری سیتی اشاره کرد.